# لغم

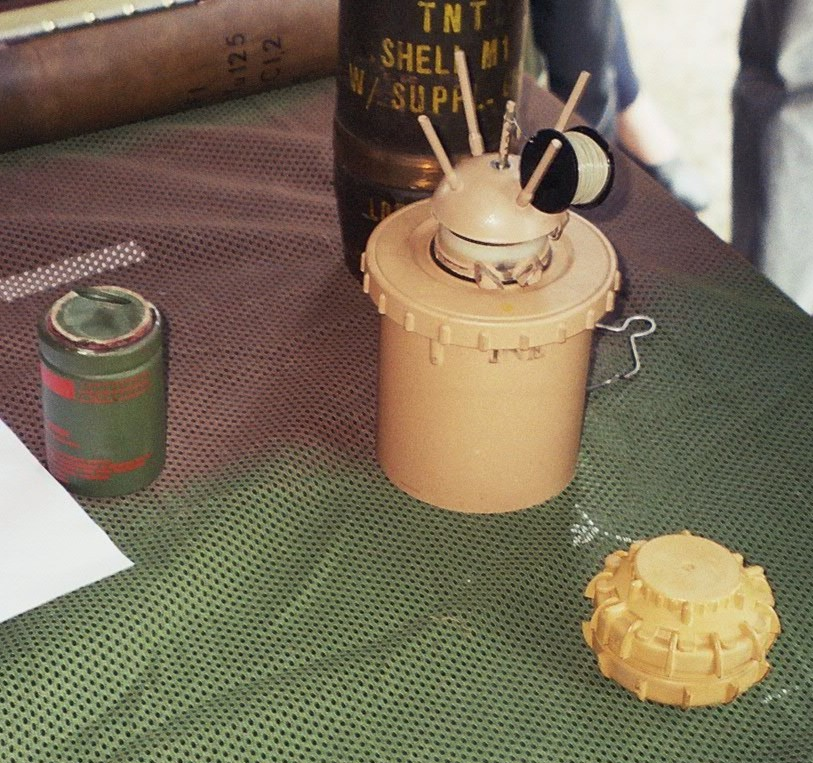
ألغام مضادة للدبابات والأفراد

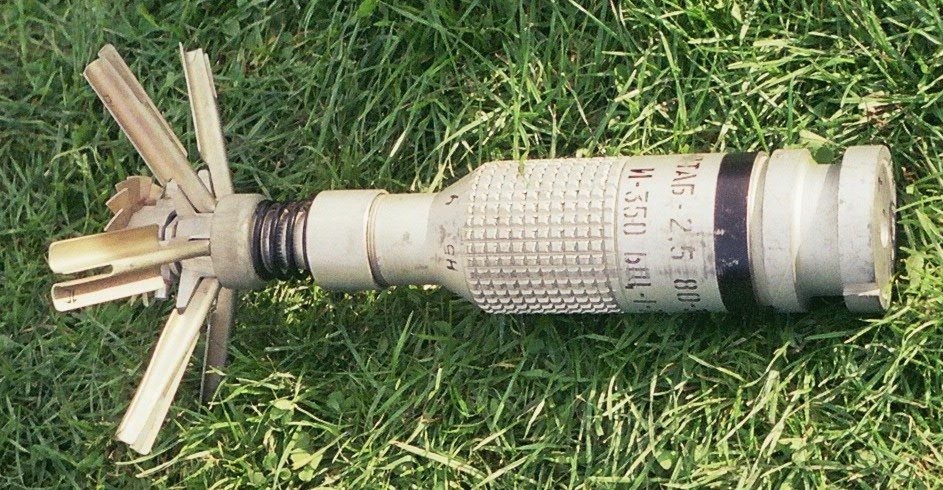
أحد أنواع الألغام

الألغام، مُفرده لَغَمٌ من الأسلحة غير الفتاكة التي لها تأثير طويل الأمد على الشعوب بعد انتهاء الحرب بعقود طويلة. فهي تحول دون تطوير المساحات التي بها حقول للألغام وتعرض البشر وثرواتهم الحيوانية لأخطار لا يزول أثرها عبر السنوات.
أكثر الناس تأثراً هم البدو الرحل والرعاة والفلاحين على القرى التي تقع على حدود الصحراء والبادية، وبالطبع ثرواتهم الحيوانية.
في حفرة تقوم مكينة بحفر لغم عن طريق التحكم من بعد وهذه المكينة مصفحة مثل الدبابات ولها جهاز استشعار في إزالة لغم.

## الهدف من زراعة الألغام
حقول الألغام تحول دون تقدم القوات المعادية حتى يتم تحييد مساحة معينة من الأرض فلا تشكل خطراً يخشى دخول القوات منه. أو قد تجبر القوات المعادية على السير في طريق معين حتى يسهل السيطرة عليهم واصطيادهم. وبذلك يتم اعاقة تقدم القوات جنوداً ومركبات.

## أنواع الألغام

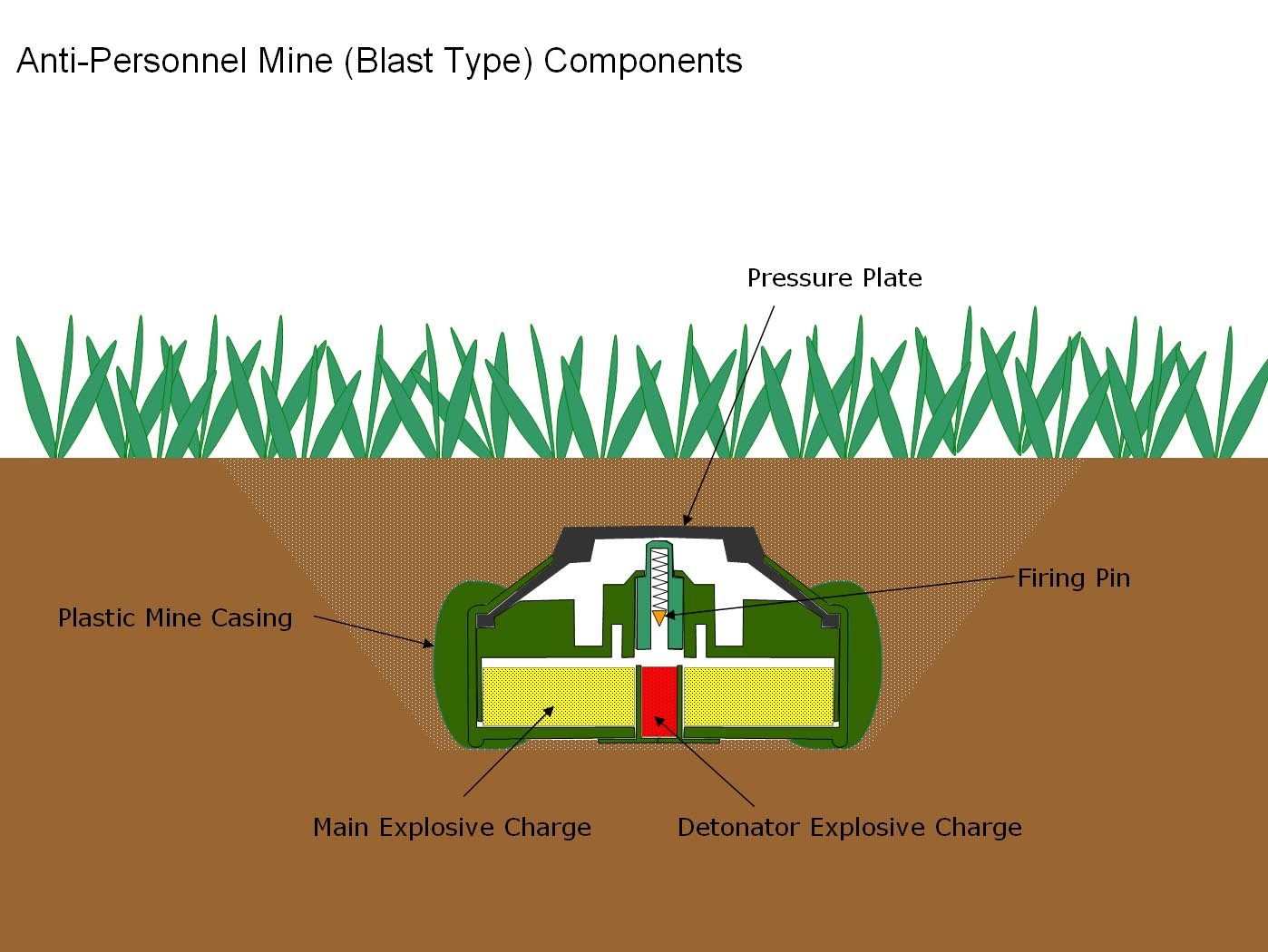
رسم بياني لتركيب اللغم

### الألغام الأرضية
تنقسم الألغام الأرضية إلى:

#### الألغام المضادة للأفراد
لعل هذا النوع من الألغام هو الأخطر على الإطلاق وهو الذي يشكل المشكلة الأساسية، فتم توقيع الاتفاقيات العالمية التي تجرم استخدام الألغام المضادة للأفراد إلا أنها لازلت مشكلة قائمة.
ينفجر اللغم المضاد للأفراد إذا ما وطأه وزن معين وليكن 80 كلغ أقل للشخص البالغ، وبمرور الزمن بفعل عوامل الصدأ والرطوبة والتعرية يقل الوزن المطلوب لتفجير اللغم فينطلق عند أي وزن يمر عليه.
كما أن هناك أنواع من الألغام يكون لها أسلاك تربط فيما بينها وما أن يتعثر بها شخص فتفجر، كما أن هناك عدة شحنات متفجرة.
تتغير أماكن حقول الألغام بفعل الزمن والسيول في الصحراء وحركة النمو الخضري في المنطقة ولذلك فمن الصعوبة بمكان تحديد بداية ونهاية مواقع الألغام على وجه الدقة.
صدرت معاهدات دولية لحظر تصنيع الألغام المضادة للأفراد، إلا أن المشكلة لا زالت قائمة في معظم أنحاء العالم.

#### الألغام المضادة للدروع
تكون تلك الألغام في العادة موجهة لصد الدبابات وهي تنفجر في العادة أذا ما مر على وزن أعلى من 150 كلغ، ولذلك فمن الممكن للجنود والأفراد أن يمروا عليها بأمان دون أن تنفجر. وكذلك تنفجر إذا ما مرت عليها ناقلات الجنود وما إلى ذلك من المعدات. ولا تزال الدبابات على اختلاف أنواعها وتسليحها ضعيفة في مواجهة الألغام المضادة للدبابات، فعلى أقل تقدير إن لم يتسبب انفجار اللغم في تفجير دروع الدبابة سوف يتسبب أي لغم مضاد للدبابات في قطع - الجنزير- الذي تسير عليه الدبابة فتتعطل إلى أن تأتي قوات الإمدادات والدعم وهو شيء مستبعد حدوثه في وقت قصير خلال ظروف المعارك.

### الألغام البحرية

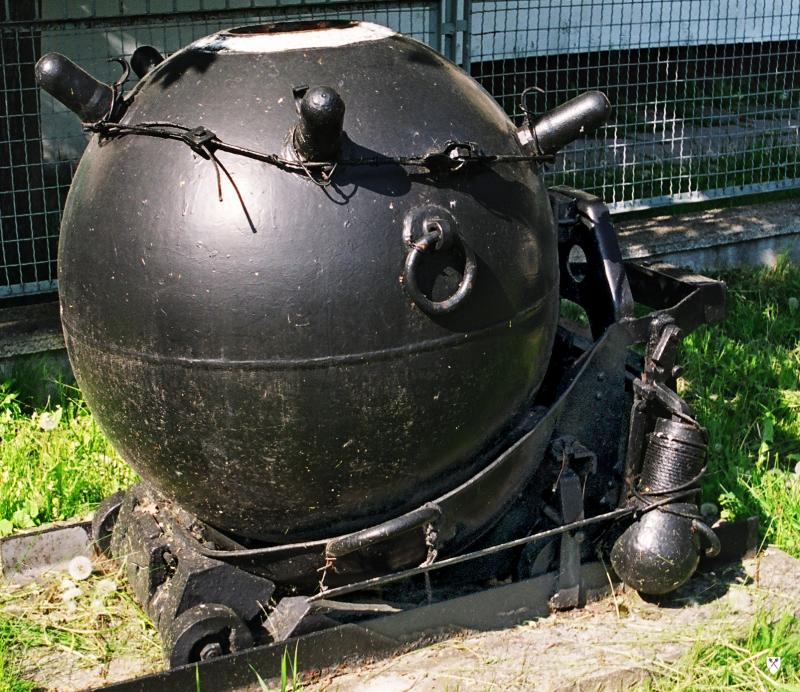
لغم بحري

تستخدم الألغام البحرية كأسلحة مضادة للغواصات والزوارق والطرادات البحرية.وقد تنفجر خلال وقت محدد أو تنفجر عند الاقتراب منها أو الاصطدام بها.

## تكوين اللغم الأرضي
تتكون الألغام الأرضية بشكل عام من هيكل بلاستيكي أو من مادة غير قابلة للصدأ، أعلاه مساحة عريضة أسفلها طارق مرتبط ب«ياي» ينطلق عندما يطؤه الفرد ليفجر شحنة التفجير المبدئية في المنتصف (المنطقة الحمراء في الرسم البياني) التي تفجر الشحنة الناسفة الأساسية(على الأجناب). وبهذه الطريقة يشبه طريقة تفجير الرصاصة العادية وتزيد فاعلية اللغم بزيادة عمره.
التكوين التفصيلي يتألف اللغم حشوة من البارود السريع الاشتعال والخرادق السامة، الفتيل، نابض وإبرة، وعند اهتزاز الأرض تضرب الإبرة النابض فيشتعل الفتيل ويؤدي هذا للانفجار السريع وهذه العملية تستغرق لحظة واحدة

## إزالة الألغام

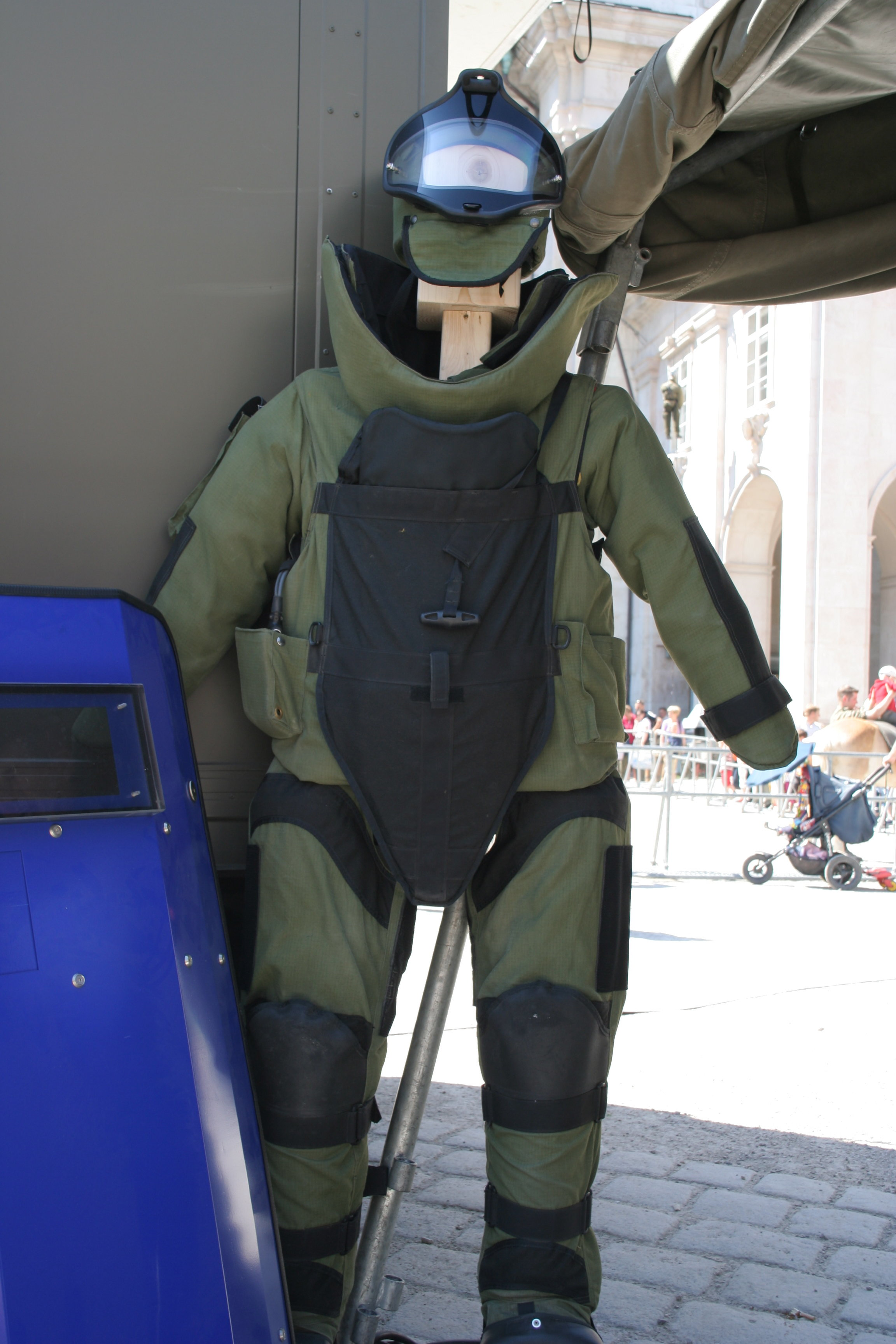
اللباس الواقي لفرق إزالة الألغام

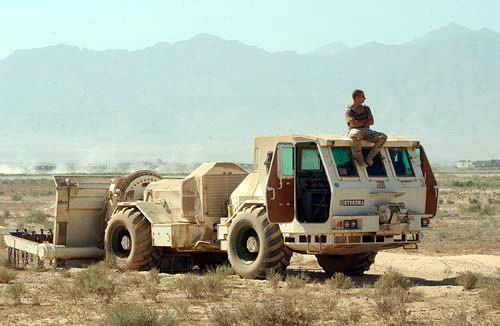
كاسحة ألغام

### في ظروف الحروب
يقوم الجنود بالزحف بالحذر ما أن تظهر علامة على أن هذه المساحة هي حقل ألغام، وتكون عادة بانفجار في أحد المعدات أو الجنود، ثم ينقبون الأرض بحراب بنادقهم فيضعون علامة على مكان اللغم، ويتم ذلك حتى يفتحون طريقاً آمنا ليمر جميع الرفاق.

### بعد الحروب
تتطلب عمليات إزالة الألغام الكثير من الوقت في ظل اتساع رقعة حقول الألغام وغياب الخرائط التي وضعت على أساسها حقول الألغام في أوقات الحروب أو تغير التضاريس.
عادة ما تتولى وحدات من المهندسين العسكريين مهام ازالة الألغام، في البداية يتم فتح طريق آمن بفعل كاسحات الألغام كما يظهر في الصورة، ثم يأتي دور الفرق الهندسية الفنية التي تقوم بمسح المساحات بعد تقطيعها إلى مساحات منتظمة بأجهزة كشف المعادن والمتفجرات، ويتم التعامل مع الألغام كل على حدة، وهي عملية تنطوي على كثير من الخطورة، أذ أنه في بعض الأحيان تكون الألغام شراك خداعية على شكل لغمين فوق بعضها البعض، ما أن يزال اللغم الأعلى حتى ينفجر الذي أسفله لأنه غير ظاهر، ولذلك فالخبرة هامة جداً في هذا المجال والحذر إضافة إلى الالتزام بقواعد السلامة الأمان وارتداء المعدات الوقائية متى توفرت لتقليل الأخطار قدر الإمكان.

## أكثر الدول المصنعة للألغام
الدول المصنعة للألغام أميركا ـ بريطانيا ـ الصين ـ روسيا

## مشكلة الألغام حول العالم

### مشكلة الألغام في مصر
يرجع تاريخ حقول الألغام إلى الحرب العالمية الثانية، تتركز الألغام في مصر في منطقة الصحراء الغربية والعلمين وكذلك البعض في سيناء من مخلفات الحروب.

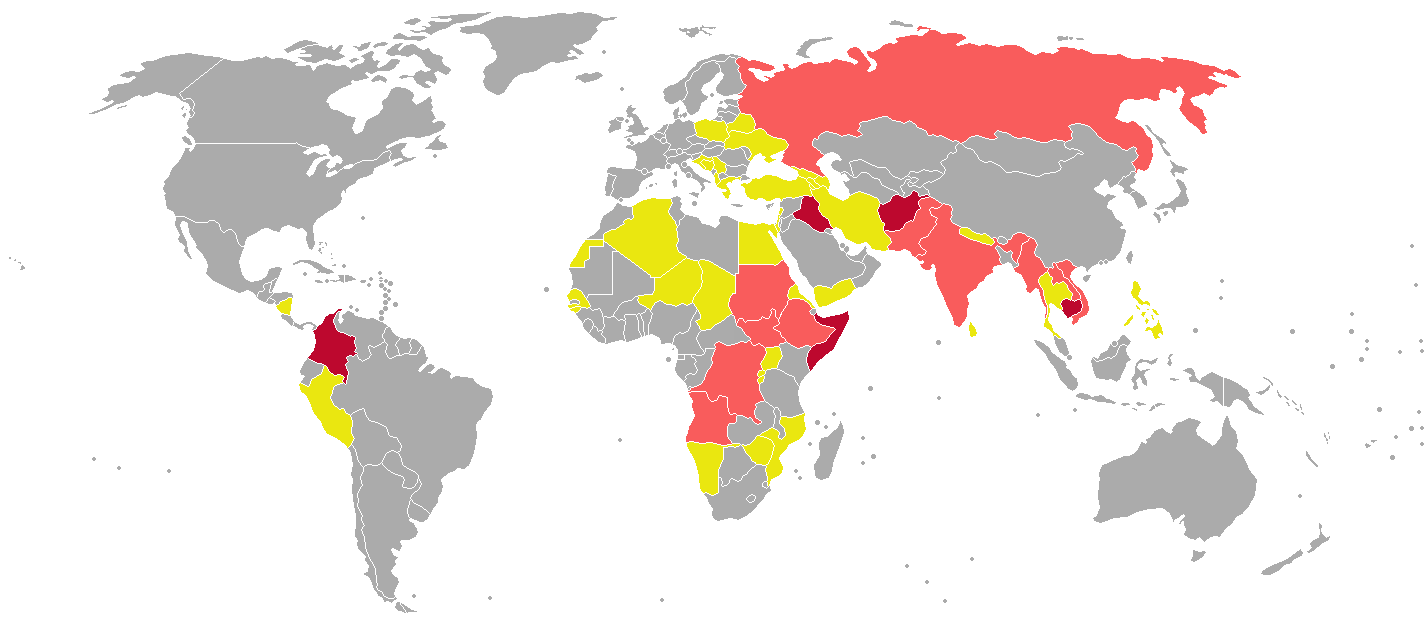
الدول الاكثر تأثرا بالالغام.

تلك الحقول الشاسعة الغير واضحة المعالم تتسبب في الكثير من الحوادث وسقط بسببها الكثير من الضحايا، كما أنها تمنع تطوير والاستفادة من هذه الأراضي في الزراعة أو التنقيب عن البترول والثروات المعدنية.
هناك مشروع منخفض القطارة الذي يدرس إمكانية توليد الكهرباء عن طريق شق مجرى يوصل مياه البحر الأبيض المتوسط بالمنخفض ولكن المشروع لم يتم حتى الآن بسبب مشكلة الألغام (المتروكة في منطقة العلمين منذ الحرب العالمية الثانية) تعرقل تنفيذ المشروع.

### مشكلة الألغام في اليمن
تتم الاستعانة بفرق وطنية متخصصة لإزالة الألغام في المناطق الموبوءة، كما تم إنشاء جمعية لرعاية ضحاياً الألغام واعادة تأهيلهم.

### مشكلة الألغام في سوريا ولبنان
نتجت هذه المشكلة بسبب الحروب التي خاضتها كل من سوريا ولبنان على إسرائيل وترك إسرائيل الغام في الجولان المحرر وجنوب اللبناني على شكل العاب ومعدات وغيرها.
وفي سوريا «في عام 1985 دعت الحكومة السورية الأمم المتحدة لتنظيف القنيطرة من الألغام، ونفذت ذلك في الطرقات العامة فقط، وفي النهاية جميع المنظمات الدولية لها تعامل مع إسرائيل» ويقدر عدد الألغام بمليوني لغم بالجولان.
تم تنظيف المناطق الظاهرة تماما ً من الألغام ولكن يوجد بعض منها مدفون بين الصخور. وفي الجنوب اللبناني تم زرع الملايين من الألغام في كل حرب على لبنان خلال اجتياح 82 وحرب 2006 ويتم تطهير المنطقة حالياً.

## مشكلة الألغام في العراق
يوجد في العراق حاليا حوالي 20 مليون لغم 7 ملايين منها في إقليم كردستان وهذه الألغام زرعتها الحكومة العراقية (حكومة صدام حسين) في فترات متعاقبة أثناء فترة حكمها وبالإضافة إلى كردستان فان التركز الرئيسي لهذه الألغام يوجد في جنوب البلاد قرب الحدود الإيرانية وكالعادة أدت هذه الألغام إلى مقتل إيذاء العديد من الأشخاص بالإضافة إلى اعاقة عمليات الكشف عن الثروات النفطية والمعدنية ويعمل العراق حاليا مع بعض المنظمات الدولية والمختصة بهدف ازالة هذه الألغام.

## ضحايا الألغام
إذا لم يقتل الضحية بفعل شدة انفجار اللغم، فهم يعيشون معاقين مبتوري الأرجل والأيدي أو يفقدوا حاسة من الحواس لعلها السمع والبصر على حسب الحالة.

### جهود مساعدة ضحايا الألغام
نشأت الجمعيات التي تهدف لمساعدة ضحايا الألغام، ألا أنه لا زال ينقصها الدعم لتقوم بدورها.

## اقرأ أيضا
- ألغام شمال أفريقيا
- منخفض القطارة
- حقل ألغام

## وصلات خارجية
- حرب الألغام من الموسوعة العربية العالمية
- الألغام الأرضية
- الألغام المضادة للأفراد
- مخلفات الحرب القابلة للانفجار والقانون الدولي الإنساني